# Шармој (Горња Саона)
Шармој (фр. Charmoille) насеље је и општина у источној Француској у региону Франш-Конте, у департману Горња Саона која припада префектури Везул.
По подацима из 2011. године у општини је живело 452 становника, а густина насељености је износила 89,68 становника/km². Општина се простире на површини од 5,04 km². Налази се на средњој надморској висини од 276 метара (максималној 294 m, а минималној 233 m).

## Демографија
| 1962. | 1968. | 1975. | 1982. | 1990. | 1999. | 2011. |
| ----- | ----- | ----- | ----- | ----- | ----- | ----- |
| 101   | 112   | 145   | 359   | 383   | 357   | 452   |

График промене броја становника у току последњих година